# Arthur A. Collins

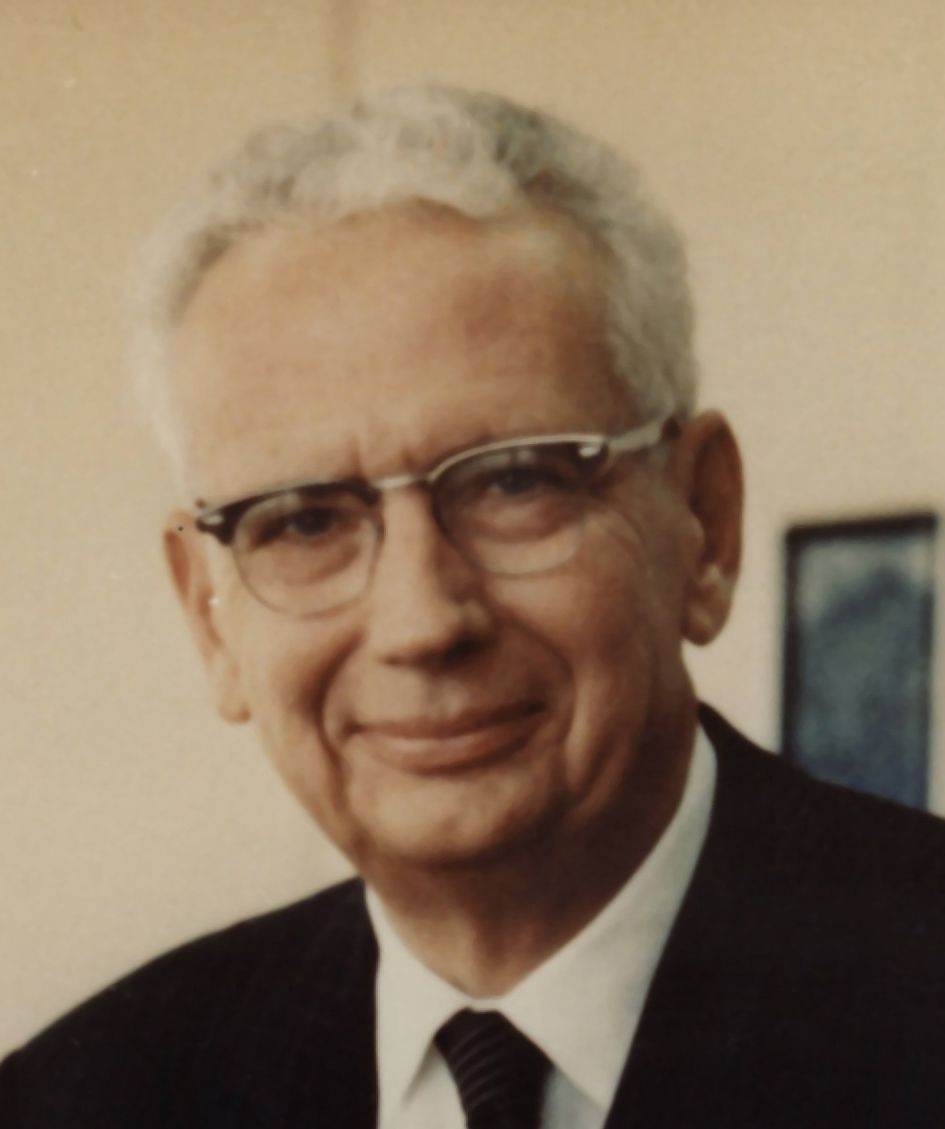
Arthur Collins (ca. 1970)

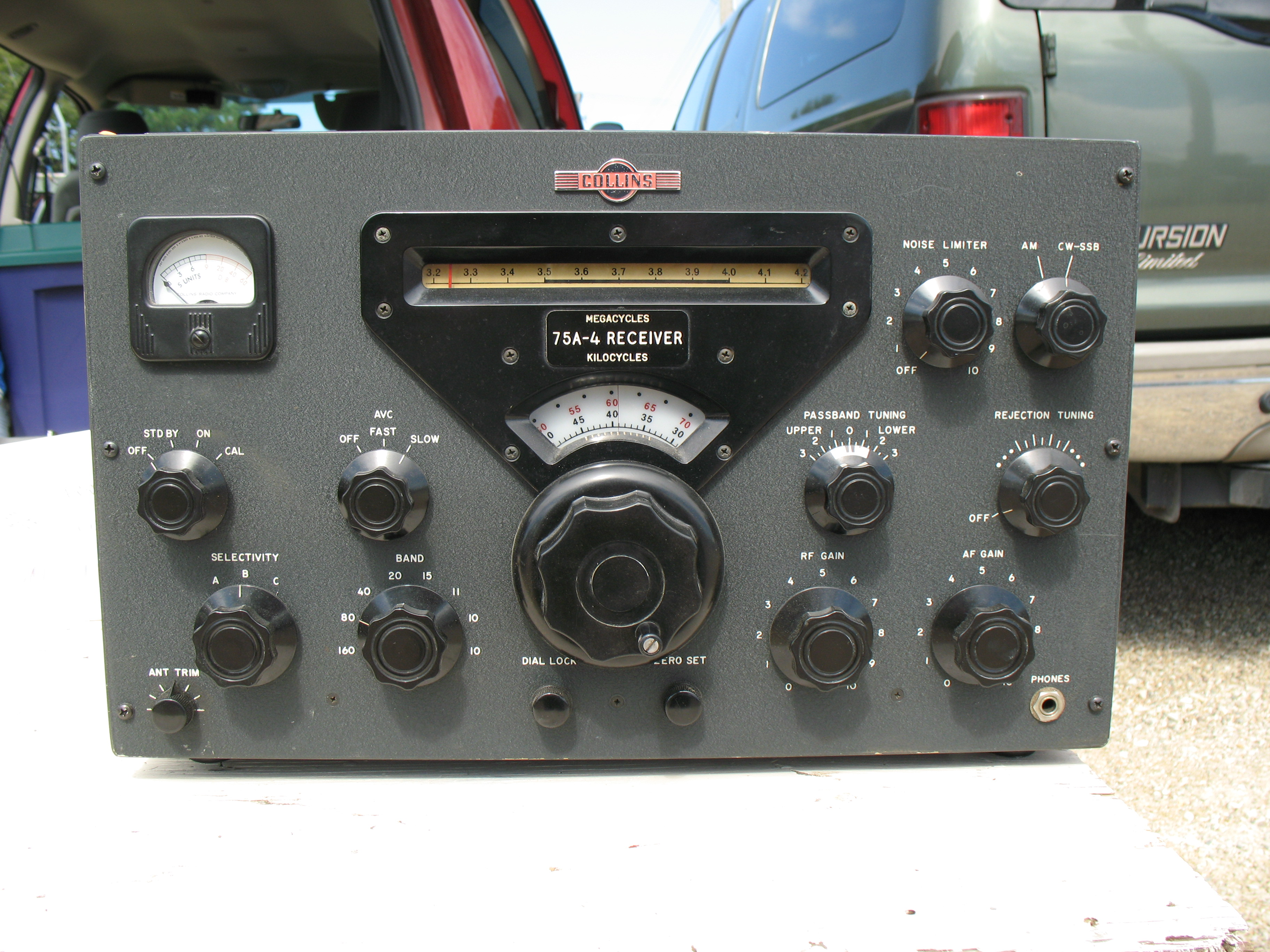
Kurzwellenempfänger seiner Collins Radio Company

Arthur Andrew Collins (* 9. September 1909 in Kingfisher (Oklahoma); † 25. Februar 1987 in Dallas) war ein US-amerikanischer Ingenieur, Erfinder, Amateurfunk-Pionier (Rufzeichen WØCXX) und Unternehmer.

## Leben
Art Collins, wie er von vielen genannt wurde, gründete 1933 in Cedar Rapids (Iowa) die Collins Radio Company (heute Rockwell Collins), welche funktechnische Geräte für professionellen Bedarf und den Amateurfunk herstellte. Eine frühe Innovation war der permeabililtätsgesteuerte Oszillator (PTO), bei dem ein Ferritkern mechanisch in das Innere einer Spule bewegt wird und so die Resonanzfrequenz des Schwingkreises verändert. Zudem war die Verwendung von mechanischen HF-Filtern typisch.